# Димитриос Хадзис
Димитриос Хадзис (на гръцки: Δημήτριος Χατζής) е гръцки журналист, преводач и писател на произведения в жанра драма.

## Биография и творчество
Димитриос Хадзис е роден на 13 ноември 1913 г. в Янина, Гърция. Син е на писателя, поета и журналиста Георгиос Хадзис, пишещ под псевдонима Пелерин, и издател на вестник „Епир“. Има шестима братя. Завършва средното училище „Зосимая“ в Янина и продължава образованието си в Атина, заедно с брат си Ангелос.
През 1930 г., след внезапната смърт на баща си, го наследява като директор на вестник „Епир“, връща се в Янина и поема изданието на вестника и осигуряването издръжката на семейството. Впоследствие се записва в правната школа в Атина, но така и не завършва следването си поради финансови затруднения. В периода 1932 – 1934 г. е повлиян от марксистките идеологии и става член на Комунистическата партия на Гърция. През 1936 г. е арестуван от режима на Йоанис Метаксас за комунистическа дейност, измъчван и преместен на остров Фолегандрос, където остава няколко месеца. След оквобождаването си се премества в Атина. По време на италианско-гръцката война 1940 – 1941 г. е мобилизиран, но не е изпратен на фронта.
По време на окупацията на Гърция от силите на оста, участва в дейността на нелегалната печатница на Националния освободителен фронт. Пише статии и редактира вестниците „Свободна Гърция“ и „Освободителят“. През 1947 г. се завръща в Янина, но същата година е настанен под домашен арест на остров Икария. Включва се в Гръцката гражданска война, през като 1947 г. се присъединява към Демократичната армия на Гърция. Пподължава да пише статии и разкази. През лятото на 1948 г. той научи, че брат му Ангелос е осъден от специален съд и след това екзекутиран.
След поражението на левицата, е осъден задочно на смърт, и той отива в изгнание и до узаконяването на Гръцката комунистическа партия през 1975 г. живее в различни социалистически страни в Източна Европа.
През 1962 г. започва работа в отдела за византийска филология в Будапещенския университет. Преподава гръцка и съвременна гръцка литература. Работи върху превода и антологията на множество текстове на унгарски език. Основава гръцка филология в Унгария и допринася за разпространението на гръцката култура.
От 1975 г. се завръща в родината си, изнася много лекции и участва в много публични дискусии. От 1980 г. издава списанието „Призма“.
Първият му роман „Φωτιά“ (Огън) е издаден през 1946 г. През 1953 г. е публикуван в Румъния (в Гърция през 1963 г.) сборникът му с разкази „Το τέλος της μικρής μας πόλης“ (Краят на нашия малък град), книга, която се счита за най-важната му творба. В романа си „Το Διπλό Βιβλίο“ (Двойната игра) описва живота на гръцките работници емигранти в Германия.
Жени се за втори път за археоложката Каити Аргирокастриту. Имат дъщеря – Анджелина.
Димитриос Хадзис умира от рак на бронхите на 20 юли 1981 г. в Саронида, Гърция.

## Произведения
- Φωτιά (1946)
- Το τέλος της μικρής μας πόλης (1960) – разкази
Песента на Атина, изд.: Профиздат, София (1965), прев. Савас Ахилеа
- Ανυπεράσπιστοι (1966)
- Το Διπλό Βιβλίο (1976)
- Σπουδές (1976)
- Θητεία (1979)